# 友寶在線
北京友寶在線科技股份有限公司（港交所：2429，新三板除牌前：836053），简称友宝在线、友宝，是中华人民共和国的一家自动售货机运营商，成立于2011年。公司总部位于北京市，在广东省深圳市亦设有总部。根据弗若斯特沙利文报告，2022年，友宝在线是中国大陆第一大无人零售运营商。

## 历史
友宝的主要创始人王滨此前有过两次创业经历。他第一个创办的网兴科技是中国大陆首批SP业务公司之一，在3年之后以1.25亿美元出售予新浪，也令王滨获得第一桶金，并担任新浪高级副总裁兼无线事业部总经理。此后王滨又以投资人身份创立淘米网络。不久后，王滨发现了线上售货机的商机，与此同时电子支付也开始逐步成熟。于是在2011年，王滨创办友宝，当时他投资500万元，随后获得了银泰集团创始人沈国军的第一轮1亿元融资。同年12月，风和投资和汉能创投又以数千万美元参与了友宝的A轮融资。
2015年2月，友宝将业务延伸至澳门，后于2016年8月进入新加坡市场。
2015年7月，凯雷投资宣布以5.3亿元人民币投资友宝，同年9月完成股份制改革。翌年2月24日，友宝在线在新三板挂牌，此后引入华夏海纳投资，中信建投资本、中金资本、蚂蚁集团等机构投资。2016年，友宝在线先后两次收购厦门前沿合计80%的股份。2017年5月25日，友宝在线以1.2亿元收购厦门前沿余下股份，实现对厦门前沿的全资控股，并进入迷你KTV领域。
2017年7月21日，友宝在线实际控制人王滨及其一致行动人陈昆嵘与新华都签署《换股吸收合并框架协议》。按照协议约定，新华都拟与友宝在线进行换股吸收合并。但由于友宝股东人数众多，股东的利益诉求不一，致使友宝主要股东与新华都之间在交易价格等方面未能达成一致意见，双方一致同意于8月28日终止合并计划。
2019年3月12日，友宝在线从新三板摘牌，不久后又完成了一轮16亿元的战略融资，由蚂蚁集团领投，春华资本跟投。之后友宝在线谋划在港交所上市，先后在2022年5月27日、2022年12月16日和2023年8月21日三次递交招股书。招股书显示，友宝在2019-2022年四个完整财年以及2023年上半年营业收入分别为27.27亿、19.02亿、26.76亿、25.19亿和12.53亿元人民币，经营利润分别为0.40亿、-11.84亿、-1.88亿、2.83亿和-1.47亿元人民币，累计亏损达到11.96亿元。2023年9月28日，友宝在线通过聆讯，后于10月24日至10月27日招股，11月3日挂牌上市。此次IPO同时引入4名基石投资者，其中奈雪的茶认购约6191万港元，商汤科技通过SensePower认购约2722万港元，魏晋兵认购约1563万港元，马六甲网络科技认购1078万港元的发售股份。而蚂蚁集团持有友宝16.68%的股份，为最大外部投资方。

## 业务
友宝在线的主要业务为無人零售業務，同时提供移動設備分銷服務及迷你KTV服务，但后者并非是业务重点:263。

### 無人零售業務

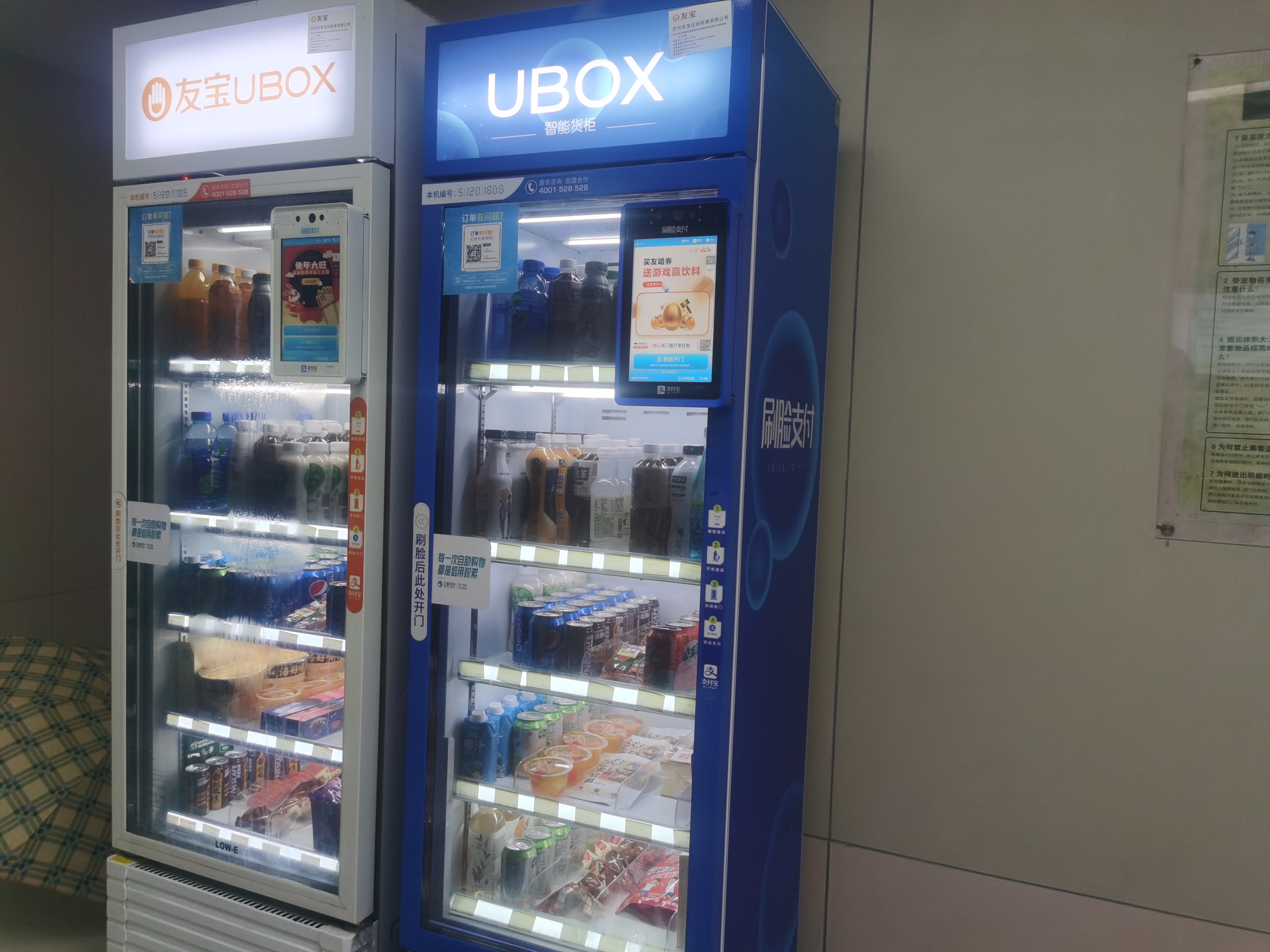
友宝在线的即選即取貨櫃，具备人脸识别功能

截至2023年6月30日，友宝在线拥有61,888个网络点位，遍布中国大陆157个城市及28个省级行政区，其中有87.3%集中于一线、新一线及二线城市；不过在2022年9月30日则拥有87,565个网络点位，业务布及288个城市及31个省级行政区。在过去的九个月内，友宝在线点位数减少25,677个，同时永久撤销了131个城市的业务（包括青海、西藏、新疆市场）。友宝点位在2019年迅速擴張，2020年因2019冠状病毒病疫情略為收縮，2021年恢復迅速擴張，主要原因在于2021年下半年在餐廳放置的點位數量增加。同时自2020年起，友宝將重點由直營模式轉為合夥人模式，導致2020年及2021年直營模式下的點位數量出現淨減少，合夥人模式下的點位數量則出現淨增長。2022年，因疫情大规模爆发加上继续执行严格的清零政策，對若干消費場景的客流及銷售活動造成影響，造成当年的点位数量有所减少。虽然2022年12月中国大陆开始执行防疫新十条，導致客流及業務活動於2023年上半年整體復甦，但同期友寶點位的數目略為減少，主要原因在于在疫情的長期影響下，業務合作夥伴審慎對待宏觀環境的復甦步伐，也同期放緩了點位網絡的擴張:217。该公司建立有庞大的供应链体系，在中國大陸28個省級行政區及121個城市運營106個倉庫及212個分揀中心，車隊擁有372輛自有車輛和約900名運營人員，並與13個知名國際快消品品牌開展戰略合作:195、286。
友宝点位主要集中于中國大陸相對發達地區，包括長三角地區、珠三角地區、京津冀地區及省會城市，覆盖学校、工厂、办公场所、公共場所、交通场站、餐廳等场所，并根據具體消費場景需求及特性配置不同機器:215。友宝推出的售货机有即選即取貨櫃、飲料售貨機、飲料及零食售貨機及現製飲料售貨機等，其中即選即取貨櫃数量占全部点位的57.2%，运用人脸识别、信用評估算法和物聯網技術，用户可通过人脸识别或用手机應用程式掃瞄屏幕上的二維碼開門挑选商品，身份驗證和支付交由技術處理。其內部設計相對簡約，減少使用機械部件及零件，降低成本:243、248-249。另外飲料售貨機、飲料及零食售貨機则可根據季節需求調整商品種類，而支持现金支付的机器较少:250-251。根据弗若斯特沙利文报告，2022年，友宝在线是中国大陆第一大无人零售运营商，以超过20亿元的销售额占据7.4%的市场份额，累计可识别交易用户3.545亿名，累计完成交易約54億筆:361。

### 其他業務
另外，友宝在线也从事迷你KTV服务，自2016年收购友唱M-bar所在公司前沿科技后即进入迷你KTV领域。然而在疫情冲击线下商业之后，迷你KTV行业陷入经营危机。2019年底，友宝旗下迷你KTV点位数量达到6410个，此后逐年下降，2021年底仅为4097个，截至2023年6月30日仅剩3356个。友唱迷你KTV采用直營模式或加盟模式运营:267-268。而移動設備分銷服務则與手機製造商签订非獨家分銷安排，並向主要手機製造商的授權分銷商提供無人手機和配件零售解決方案:263。

## 争议
由于友宝在线以无人销售为主营业务，因此该公司的服务遭到一些消费者投诉，如多扣款、付款未出货，客服服务慢等问题。在黑猫投诉平台上，关于友宝的投诉有2800多条。